# Janie’s Got a Gun
«Janie’s Got a Gun» (с англ. — «У Джейни есть пистолет») — песня американской группы Aerosmith.
В песне девушка убивает из пистолета своего отца. Как объяснил в автобиографии «Walk This Way» сам автор текста Стивен Тайлер, она сделала это, так как отец её насиловал. Из самой же песни хоть и ясно, что отец что-то нехорошее ей сделал, но что конкретно, не уточняется.
Режиссёром видеоклипа был Дэвид Финчер, позже снявший такие фильмы, как «Семь», «Чужой 3» и «Комната страха».
С этой песней группа Aerosmith получила свой первый «Грэмми» — по итогам 1991 года в категории «Лучшее исполнение в стиле рок вокальными дуэтом или группой». Свой следующий Грэмми в этой категории они получат по итогам 1993 года за песню «Livin’ on the Edge».

## Чарты
| Чарт (1989—1990)                             | Наив. поз. |
| -------------------------------------------- | ---------- |
| Австралия (ARIA)                             | 1          |
| Канада (RPM)                                 | 2          |
| Италия (FIMI)                                | 47         |
| Новая Зеландия (Recorded Music NZ)           | 13         |
| Швеция (Sverigetopplistan)                   | 12         |
| Великобритания (The Official Charts Company) | 76         |
| США (Billboard Hot 100)                      | 4          |
| США (Billboard Album Rock Tracks)            | 2          |

### Итоговые чарты за год
| Чарт (1990)             | Поз. |
| ----------------------- | ---- |
| США (Billboard Hot 100) | 61   |